# Kaljina (rijeka)
Kaljina je rijeka u istočnoj Bosni i Hercegovini.
Najveća je pritoka Bioštice. Rijeka je vrlo bogata potočnom pastrvom.